# Canis lupus
El lobo (Canis lupus) es una especie de mamífero placentario del orden de los carnívoros. El naturalista Carlos Linneo,  en la décima edición de su obra Systema naturæ, publicada en 1758,  clasificó al perro doméstico como especie distinta (Canis familiaris). Sin embargo, en la actualidad  predomina su consideración como miembro de la misma especie según la secuencia del ADN y otros estudios genéticos. El primer registro fósil data de hace ochocientos mil años.  Los lobos son originarios de  América del Norte y Eurasia, por donde antaño se distribuían y eran abundantes. Hoy en día habitan únicamente una muy limitada porción del que antes fue su territorio.
Aunque todavía hay un número aceptable de lobos en la parte continental de los Estados Unidos de América y en algunas otras regiones, la especie está listada como en peligro o amenazada. Los lobos se cazan en muchas partes del mundo por la amenaza que representan para el ganado, así como por deporte.

## Etimología

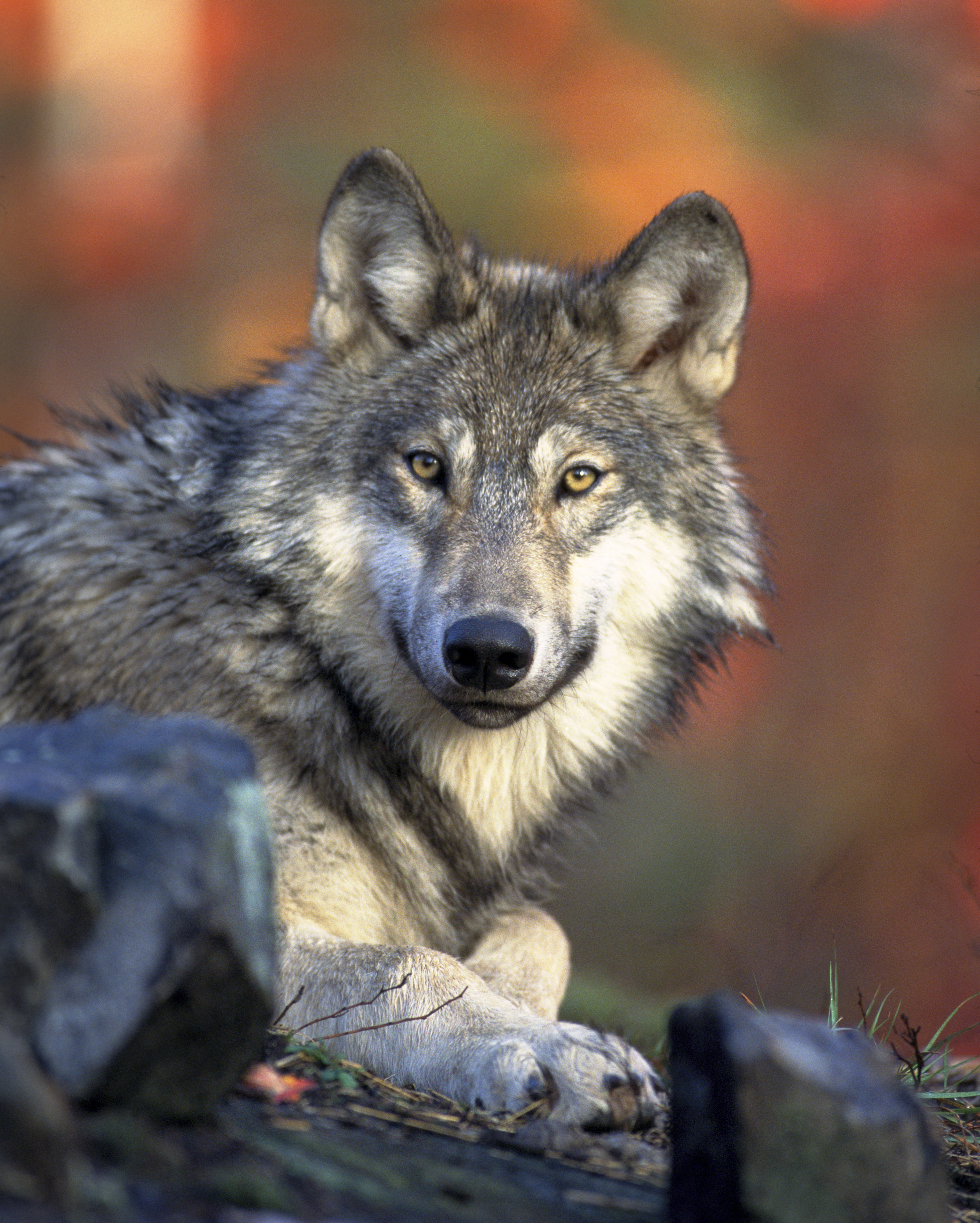
Los lobos suelen tener el pelaje de varios colores mezclados.

El término "lobo" deriva del latín lupus, con el mismo significado. En zoología se usa también para definir una especie de pez Teleostei de doce centímetros de largo, un pez selacio de dos metros de longitud, para el mamífero similar a la foca, si se añade el adjetivo "marino", y para el lince, si se añade el adjetivo "cerval". También designa una máquina usada en hilandería para el trabajo del algodón y como sinónimo de embriaguez (en desuso). En Perú se usa como sinónimo de astuto.
Se habla de un "lobo de mar" para referirse a un marinero experimentado mientras que, cuando se dice que un grupo de personas son "lobos de una camada", lo que significa en realidad es que comparten intereses comunes que les llevan a mantener una relación cordial. Por otra parte, en latín el término lupa ‘loba’ se usaba para calificar a las rameras. De hecho, según Tito Livio, es posible que la historia de la loba Luperca fuera usada para encubrir a una prostituta.

## Paleontología

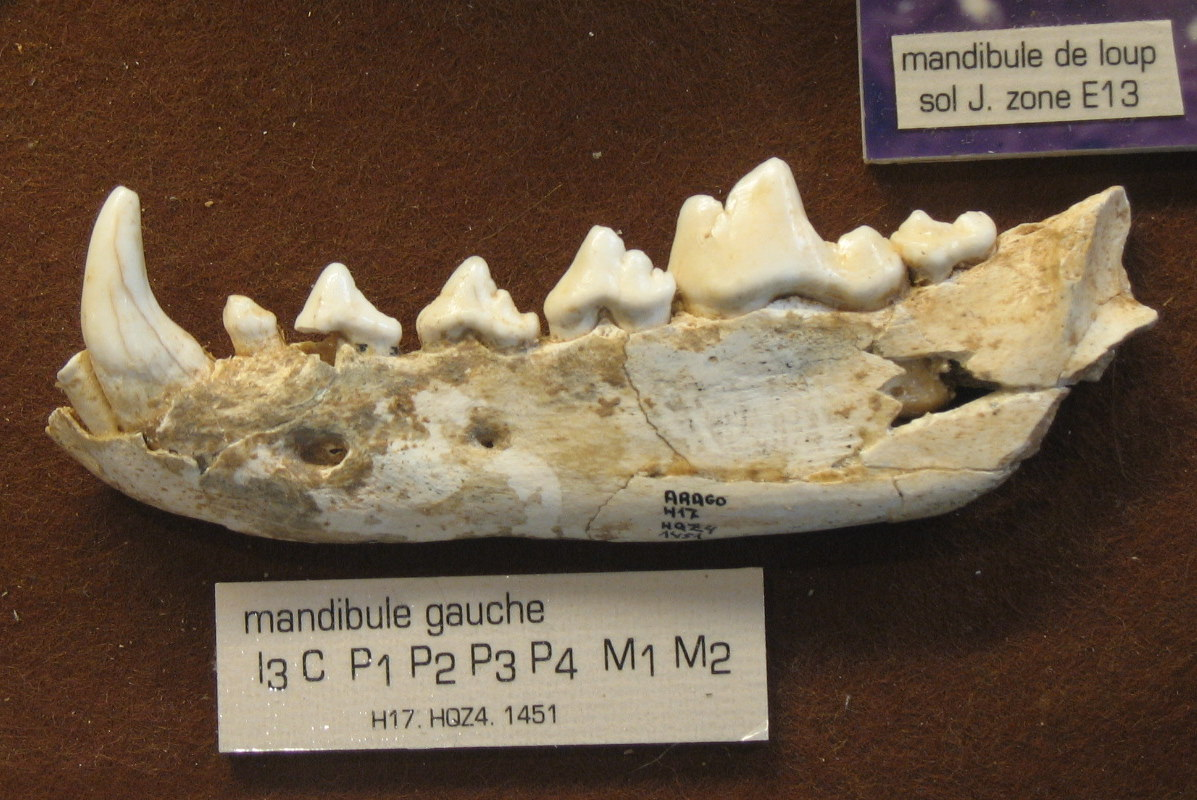
Fragmento mandibular de Canis lupus mosbachensis, lobo del Pleistoceno medio europeo. Cueva de L'Aragó, Tautavel, Francia.

Miacis es un representante de un grupo de carnívoros primitivos que fueron los antepasados de los carnívoros modernos (orden Carnivora), pero solamente la especie Miacis cognitus es un auténtico carnívoro. Así pues, Miacis puede ser considerado el género de mamíferos carnívoros precursor de los caniformes modernos. Se cree que el antepasado común de los miácidos y de los viverrávidos (los carnívoros basales precursores de los feliformes) vivió durante el final del Cretácico superior.
La separación entre la rama de los carnívoros modernos y el resto de miácidos, incluyendo Miacis, tuvo lugar a mediados del Eoceno, con la aparición de grupos como el de los amficiónidos, que podrían ser los precursores de los osos modernos; o los hesperoquioninos, que representan el primer grupo de cánidos en aparecer después de esta separación. Hesperocyon vivió hace entre veintiséis y treinta y ocho millones de años y es considerado como el antepasado más lejano del perro actual. Posteriormente, dicha línea evolutiva dio lugar a la especie Eucyon davisi hace unos diez millones de años y se cree que fue la especie que pasó a través del estrecho de Bering hacia Eurasia y África, donde aparecieron muchos cánidos modernos.

## Anatomía

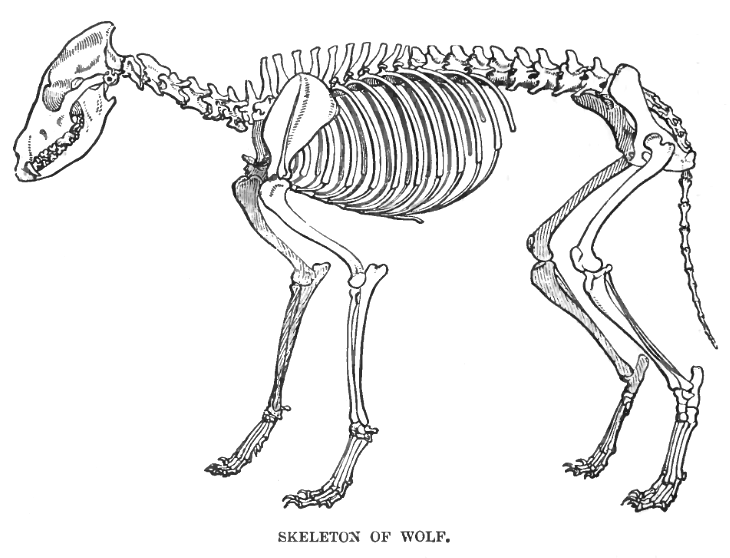
Esqueleto de lobo.

El peso y tamaño del lobo  varía considerablemente en todo el mundo, y tiende a incrementarse proporcionalmente con la latitud, como predice la regla de Bergmann. En términos generales la altura varía entre los 60 y los 90 cm hasta el hombro, y tienen un peso de entre 32 y 64 kg.  Supuestamente se han hallado especímenes de más de 77 kg  en Alaska y Canadá (no confirmado); el lobo salvaje más pesado, cazado en Alaska en 1939, pesaba 80 kg.  Los lobos más pequeños son las sub-especies de lobos árabes; sus hembras pueden pesar unos 10 kg en la madurez. Las hembras en una población dada pesan alrededor de un 20 % menos que los machos. Los lobos pueden medir entre 1,3 a 2 m desde el hocico hasta la punta de la cola, siendo esta aproximadamente un cuarto de la longitud total del cuerpo.
Los lobos poseen rasgos ideales para viajes de larga distancia. Su estrecho pecho y su potente espalda y piernas facilitan una locomoción eficiente. Son capaces de cubrir varios kilómetros trotando a una velocidad de 10 km/h, pudiendo alcanzar velocidades punta de 65 km/h en una persecución. Mientras corren a gran velocidad pueden cubrir cinco metros por salto. Las patas de los lobos están adaptadas para andar con facilidad por una amplia variedad de terrenos, especialmente nieve y tierra blanda: tienen una pequeña membrana entre cada par de dedos, lo que les permite moverse por la nieve con más facilidad que a sus presas. Los lobos son digitígrados, y cuentan con patas traseras más largas y un quinto dedo vestigial solo presente en las delanteras, siendo sus garras de coloración oscura/negra y no retráctiles. Pelos erectos y garras desafiladas realzan el agarre en superficies resbaladizas, y vasos sanguíneos especiales evitan el enfriamiento de las almohadillas de las patas. Unas glándulas les ayudan a marcar e informar a sus congéneres de su paradero mientras se mueven por grandes extensiones.
El mayor tamaño y longitud de las patas, ojos amarillos y mayores dientes hacen distinguir a los lobos adultos de otros cánidos, particularmente perros. Existe una glándula odorífica presente en la base de la cola de los lobos, la cual le confiere a cada individuo un rastro aromático único, que les sirve para poder identificarse entre ellos.

### Dentadura
Los lobos y la mayoría de los perros grandes comparten idéntica dentadura; el maxilar superior tiene seis incisivos, dos caninos, ocho premolares y cuatro molares, y el maxilar inferior tiene seis incisivos, dos caninos, ocho premolares y seis molares.
Los cuatro premolares superiores y los primeros molares inferiores constituyen los dientes carnasiales, los cuales son herramientas esenciales para cortar carne. Los largos dientes caninos son también importantes, ya que están adaptados para mantener y contener a la presa. Por tanto, cualquier lesión en la mandíbula o en los dientes puede ser devastadora para un lobo, pues lo llevaría a la inanición o a la incapacidad.

### Sentidos

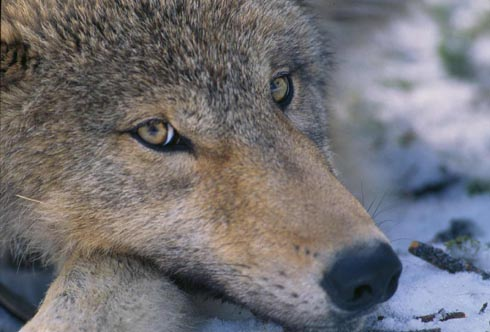
Joven lobo con ojos amarillos-dorados.

Pueden cazar tanto de día como de noche gracias a su agudo sentido del olfato y a su visión nictálope, con poca luz, dado que sus ojos poseen un tapetum lucidum tras la retina. Sus largos y poderosos hocicos ayudan a distinguirlos de los coyotes y chacales, los cuales tienen hocicos más estrechos, y de los perros que generalmente los tienen más pequeños. Los lobos difieren también en ciertas dimensiones craneales, con un ángulo orbital más pequeño que, por ejemplo, los perros (53° estos y 45° los lobos), así como en una mayor capacidad cerebral, con la bóveda craneana un 20 % más grande.

### Pelaje
En ocasiones un lobo parece más pesado de lo que realmente es, debido a su voluminoso pelaje, compuesto por dos capas. La primera capa está adaptada para repeler el agua y la suciedad. La segunda es un denso subpelaje resistente al agua que aísla su cuerpo. Esta se torna en una gran mata de pelo a finales de primavera o comienzos de verano. Un lobo se frota normalmente contra objetos como rocas y ramas para fomentar la pérdida del pelaje. El subpelaje es usualmente gris sin tener en cuenta la apariencia del pelaje exterior. Los lobos tienen distintos pelajes en invierno y en verano que alternan en primavera y otoño. Las hembras tienden a conservar sus pelajes invernales más allá de la primavera a diferencia de los machos.
La coloración varía; va del gris al gris marrón, a través del espectro canino del blanco, rojo, marrón y negro. Estos colores tienden a mezclarse en muchas poblaciones para formar individuos predominantemente mezclados, aunque no es infrecuente que un individuo o una población entera sean de un mismo color, normalmente todos negros o todos blancos. El color del pelaje a veces se corresponde con el ambiente en el que una población de lobos se desenvuelve; por ejemplo, los lobos blancos son mucho más comunes en áreas nevadas. Con el crecimiento van adquiriendo un matiz grisáceo en sus pelajes. Normalmente se cree que la coloración del pelaje del lobo sirve como mecanismo de camuflaje. Esto no es totalmente correcto, dado que algunos científicos han demostrado que la mezcla de colores tiene más que ver con enfatizar gestos, tanto como la sombra de ojos o el lápiz de labios en los humanos.
Al nacer, los cachorros tienden a tener el pelaje más oscuro y los ojos azules, que se volverán amarillos-dorados o naranjas cuando alcancen entre ocho y dieciséis semanas. Aunque es extremadamente inusual, es posible que un adulto mantenga los ojos azules.

## Etología

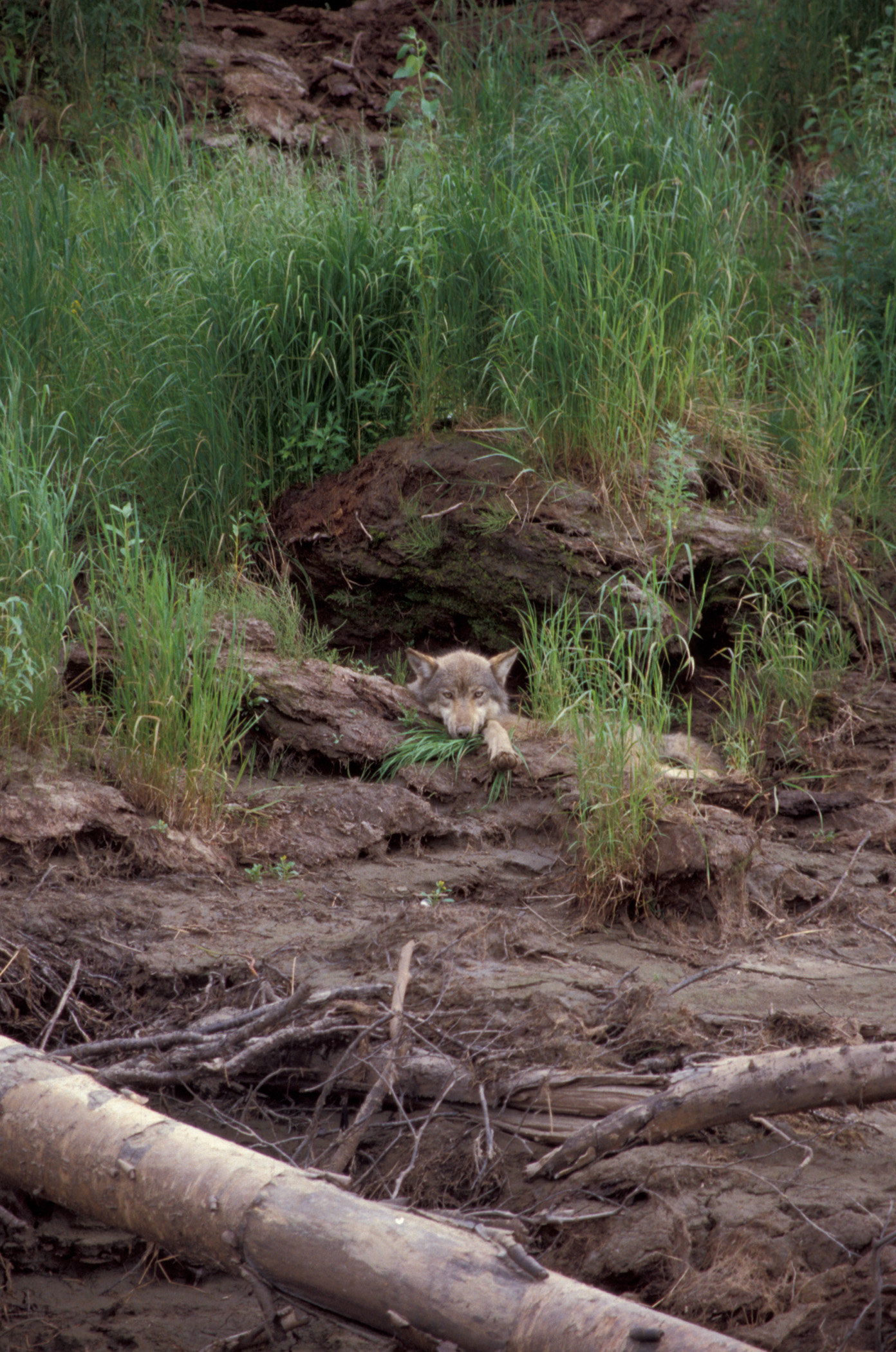
Lobo vigilando su madriguera.

La gestación de los lobos dura de sesenta a sesenta y tres días. Los cachorros, con un peso de medio kilo, nacen ciegos, sordos y completamente dependientes. Nacen entre cuatro y seis lobeznos por camada. Los cachorros residen en la madriguera y se quedan allí hasta que cumplen las tres semanas de edad. La madriguera está normalmente en tierras altas cerca de una fuente de agua, y tiene una "habitación" abierta al final de un túnel que puede medir unos pocos metros. Durante este tiempo, los cachorros llegarán a ser más independientes, y comenzarán finalmente a explorar el área más próxima a la madriguera, antes de alejarse más del lugar, ya con cinco semanas.
Tras esas cinco primeras semanas de vida, los cachorros comienzan a acercarse a la entrada de la guarida y, pasadas otras dos semanas, se atreverán a alejarse para comenzar sus pequeñas exploraciones comenzando a buscar algo comestible.
Los lobeznos suelen recibir lecciones de vida por parte de su "niñera", que es elegida por la hembra reproductora con el fin de continuar con su cuidado y educación tras el destete, entre las cuatro y seis semanas de vida. Según la especie de lobo, la manada puede optar por criar a los lobeznos o dejarle el trabajo a la madre, lo que permite a la hembra reproductora dedicarse de nuevo a dirigir la manada. Empiezan comiendo alimentos regurgitados y después de dos semanas, cuando les salen sus dientes de leche, se destetarán. Durante las primeras semanas de su desarrollo, la madre permanece con su camada sola, pero finalmente la mayoría de los miembros de la manada contribuirán en el cuidado de los cachorros de algún modo.

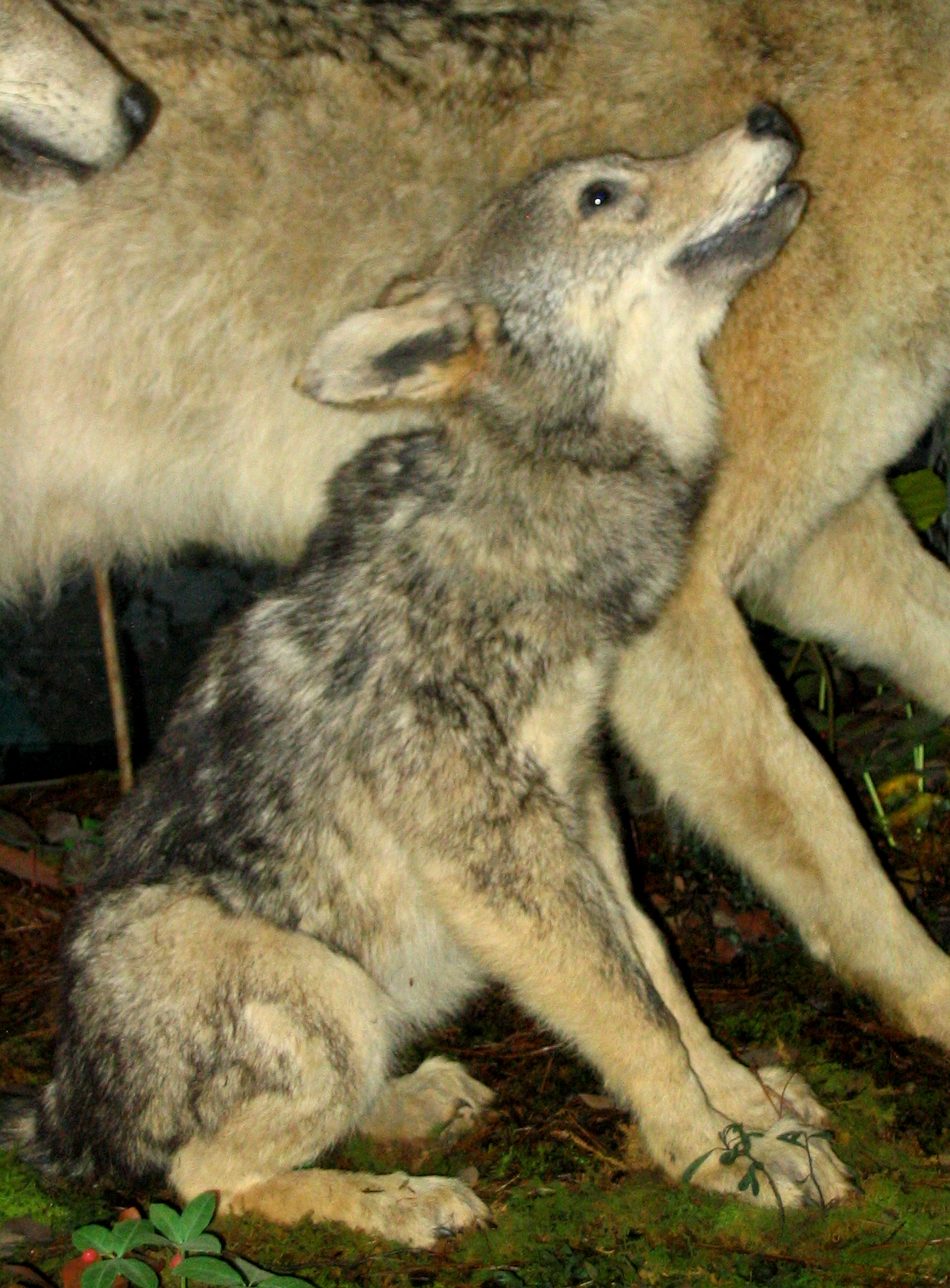
Lobezno.

Los lobeznos son instruidos en la comunicación a través de los aullidos a una edad temprana, tres o cuatro semanas aproximadamente, recibiendo comida y elogios como recompensa. Cada cachorro aprende a aullar según su rango.
Tras dos meses los cachorros, que empiezan a cambiar los tonos negruzcos por los colores de su capa definitiva, serán movidos a un lugar seguro donde permanecen mientras la mayoría de los adultos salen a cazar. Uno o dos adultos se quedan para asegurar su seguridad. Después de unas pocas semanas, a los cachorros se les permite reunirse con los adultos si estos pueden, y recibirán prioridad sobre cualquier presa cazada pese a su bajo rango. A los cinco meses les sale la dentadura definitiva y empiezan a denominarse lobatos. Los lobatos serán observadores hasta los ocho meses, cuando son suficientemente grandes para participar.
Los lobos alcanzan su madurez sexual tras dos o tres años, cuando muchos de ellos son obligados a dejar sus manadas de nacimiento y buscar parejas y sus propios territorios. Los lobos que alcanzan la madurez generalmente viven de seis a ocho años en estado salvaje, aunque en cautividad pueden vivir dos veces esa edad. Las altas tasas de mortalidad les dan en general una baja expectativa de vida. Los cachorros mueren cuando el alimento escasea; pueden asimismo caer presa de predadores tales como el oso pardo o el puma, o, menos frecuentes, osos negros, coyotes, zorros u otros lobos.
Las causas más significativas de mortalidad para lobos maduros son la caza, la caza furtiva, accidentes de coche y heridas infligidas por presas. Aunque los lobos adultos pueden ocasionalmente ser matados por otros predadores, los lobos de manadas rivales son generalmente sus enemigos no-humanos más peligrosos. Un estudio acerca de la mortalidad de los lobos indicó que del 14% al 65% de las muertes de lobos se debieron a otros lobos. Los lobos son susceptibles a las mismas enfermedades que afectan a perros domésticos.

### Hábitos alimenticios
Los lobos se alimentan principalmente de ungulados de medio y gran tamaño, incluyendo ovejas, cabras, caballos, vacas, rebecos, jabalíes, ciervos, wapitíes,  alces,  bueyes almizcleros, bisontes, renos, corzos y muflones. Otras presas incluyen mamíferos marinos como las focas y ballenas varadas. El canibalismo entre los lobos ha sido documentado en tiempos de escasez de alimentos. Los lobos solitarios dependen más de animales pequeños que pueden cazar saltando encima de ellos y sujetándolos con sus patas delanteras, aunque se han documentado casos de individuos solitarios que han podido llegar a cazar animales de gran tamaño. Algunas manadas de Alaska y el oeste de Canadá han sido vistas alimentándose de salmón.
También cazan roedores, aves y otros animales pequeños como zorros, perros mapaches, conejos, liebres, castores y lemmings. Un solo lobo suele comer entre 3,2 y 3,5 kg de comida de una vez, aunque pueden llegar a comer de 7 a 14 kg. en situaciones excepcionales cuando escasea el alimento. El alimento anual requerido es de alrededor de 1,5 tn de carne. Pueden sobrevivir largos períodos sin probar bocado. El caso extremo lo muestra un registro ruso que afirma que un ejemplar sobrevivió diecisiete días sin alimento. Después de comer, los lobos ingerirán copiosas cantidades de agua para prevenir problemas urémicos. El estómago de un lobo puede albergar 7,5 l de agua.

### Obtención del alimento

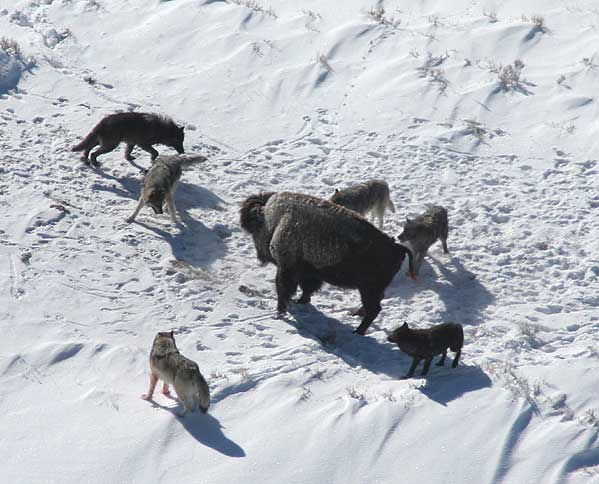
Una manada hostigando a un bisonte.

Los lobos evitarán una presa potencial que no se ajuste a lo que experimentaron durante sus vidas. 
No obstante, incluso cuando no hay escasez de alimento, los lobos explorarán una presa alternativa si interactúan con frecuencia y se habitúan mutuamente. Las manadas de lobos muestran estrategias de caza menos complejas que las de otras especies de carnívoros sociales como los leones, aunque parejas de lobos han mostrado un comportamiento estratégico cuando atacan presas de gran tamaño. Al cazar presas grandes, normalmente intentarán ocultarse a medida que se aproximan al animal elegido. Por norma general, esperarán a que la presa paste, momento en el cual está distraída. Matan a las presas de mayor tamaño lanzándose sobre la zona trasera y el área del perineo, provocando un desangramiento. En ocasiones, atacan a la garganta, dañando severamente la yugular y la tráquea.
Un único mordisco puede causar una perforación de entre 10 a 15 cm de longitud. Una vez que la presa se desploma, los lobos abrirán la cavidad abdominal y comenzarán a devorar al animal, a veces cuando la presa todavía está viva. En algunas ocasiones no acosarán a la presa, sino que esperarán a que fallezca a causa de las heridas para empezar a alimentarse. El estatus de la manada se refuerza durante la alimentación. La pareja reproductora suele comer primero, comenzando por el corazón, hígado y pulmones. Los lobos de un rango intermedio prevendrán a los lobos de estatus inferior a que se abstengan de alimentarse hasta que la pareja dominante finalice. Comen el estómago, dejando el contenido intacto. Los músculos de las piernas son las siguientes siendo los huesos lo último en ser comido. Existen excepciones, habiendo sido documentado que algunas manadas muestran más preferencia por los depósitos de grasa de la presa que por los órganos internos.
Aunque generalmente se centran en animales enfermos, hay poca evidencia que demuestre que se limitan a esa clase de blancos. Más al contrario, la evidencia asevera que los lobos se centrarán en las opciones más accesibles y válidas, lo cual si bien supone que animales enfermos sean presas potenciales, también se incluye a animales jóvenes y a hembras encintas.  En Nenetsia se observó que los lobos seleccionaban renos domesticados encinta antes que ejemplares enfermos.
Los lobos pueden ceder si la presa se muestra excesivamente combativa. Usualmente son ineficientes dando caza a presas de gran tamaño, con tasas de éxito del 20 %, lo cual es causado, en parte, por el gran tamaño y las capacidades defensivas de su presa.
En alguna ocasión se ha observado cómo se dedican a cazar para tener un excedente. Un ejemplo de ello fue documentado por el responsable de conservación del Minnesota Department of Natural Resources, declarando que durante una tormenta de nieve primaveral dos lobos mataron veintiún ciervos, consumiendo solo dos. La caza excedentaria ocurre en los meses invernales cuando la densa nieve impide el movimiento de las presas de gran tamaño. En ocasiones atacan a ungulados preñados para alimentarse del feto, dejando a la madre intacta. Ocasionalmente complementan su dieta con vegetación. En algunas zonas de la antigua Unión Soviética se documentaron los daños que los lobos habían causado a las plantaciones de sandía.
Frecuentemente se achacan al lobo una gran cantidad de ataques al ganado. Si bien esto puede suceder y existen estudios previos que indican que el lobo frecuentemente se alimenta de ganado, otros estudios recientes muestran que los lobos de Mongolia tienen predilección por cazar presas silvestres más que por alimentarse ganado. La diferencia entre estos estudios radica en el muestreo. Las muestras fueron escogidas de espacios naturales colindantes con pastos donde existía una alta biodiversidad de especies donde el lobo podía elegir. En este caso, cuando el lobo puede elegir, muestra predilección por los animales silvestres como el corzo siberiano porque son menos peligrosos de cazar que el ganado.

### Comportamiento social

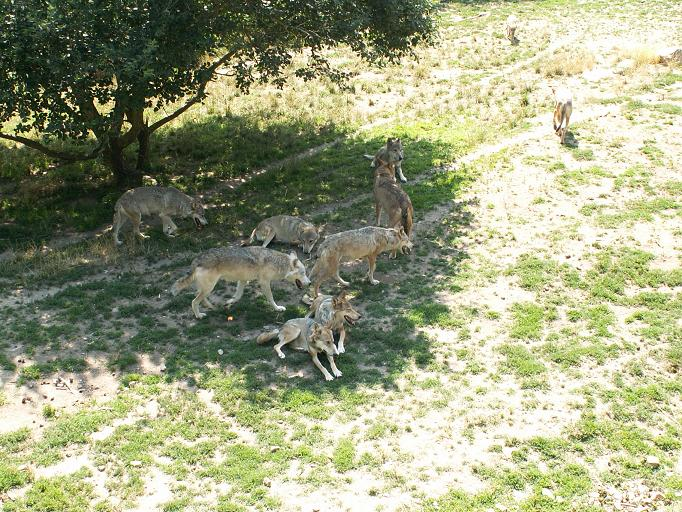
Una manada de lobos italianos en el Parc des Loups.

Los lobos suelen organizarse en manadas siguiendo una estricta jerarquía social. Se cree que este alto nivel de organización social tenía que ver con el éxito en la caza. Teorías recientes sugieren, empero, que tal organización está más relacionada con un éxito reproductivo.
La manada la lideran dos individuos que están en lo más alto de la jerarquía social: el macho reproductor y la hembra reproductora. La pareja reproductora tiene una gran libertad social en comparación con el resto de la manada. Aunque no son líderes en el sentido humano del término, ayudan a resolver cualquier disputa dentro de la manada, y disponen de un gran control de los recursos, como la comida y, todavía más importante, mantienen a la manada unida, que posee fuertes instintos de compañerismo, el resto de la manada normalmente los sigue.
Mientras que la mayoría de las parejas son monógamas, existen excepciones. Lobos solitarios en busca de otros individuos pueden viajar grandes distancias. Los lobos dispersos deben evitar los territorios de otros lobos porque estos pueden acosar o matar a los intrusos.

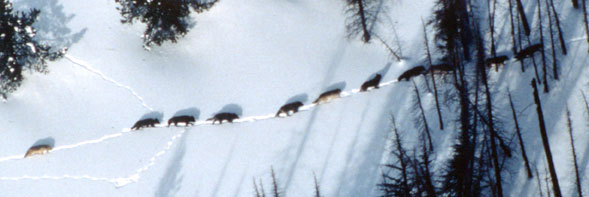
Manada de lobos en el parque nacional Yellowstone.

### Reproducción
Normalmente solo la pareja reproductora puede procrear una camada de cachorros. El apareamiento tiene lugar entre enero y abril; a mayor latitud, mayor tardanza. En general, aumenta la agresividad de la hembra reproductora hacia las hembras subordinadas. El aumento de estrés de las subordinadas, junto a la actitud y presencia de la hembra reproductora, suele ser un estímulo inhibitorio para impedir que las demás hembras entren en celo.
El instinto reproductivo conduce a los lobos jóvenes fuera de sus manadas de nacimiento, yendo en busca de pareja y territorios. La dispersión ocurre en todos los momentos del año, siendo típicamente de lobos que han alcanzado la madurez sexual en la época de reproducción anterior.
Durante la época de apareamiento, la reproducción hace que los lobos sean muy cariñosos anticipándose al ciclo de ovulación femenino. En general, la tensión en las manadas crece ya que cada lobo maduro se siente impulsado a aparejarse.
Cuando la hembra alfa está en periodo de receptividad sexual, lo cual ocurre una vez por año y dura de cinco a catorce días, ella y su pareja pasarán una gran cantidad de tiempo aislados. Las feromonas en la orina de la hembra y el hinchamiento de su vulva informarán al macho de la situación de la hembra. Ésta no es receptiva los primeros días del ciclo estral, durante los cuales perderá el recubrimiento interno de su útero. El pene del macho tiene en su interior una formación ósea conocida como hueso peneano o báculo, el cual tiene la función de facilitar la penetración inicial en la hembra, además de mantener la rigidez previa a la erección completa.
El macho montará a la hembra firmemente por detrás. Tras lograr el coito, los dos forman una cópula una vez que el bulbus glandis, un tejido eréctil del macho localizado cerca de la base del pene, se expande y los músculos de la vagina de la hembra se aprietan. La eyaculación se induce con los empujes de la pelvis del macho y la ondulación del cuello uterino de la hembra. Los dos estarán físicamente unidos entre diez y treinta minutos, durante los cuales el macho eyaculará múltiples veces. Tras la eyaculación inicial, el macho levanta sus patas por encima de la hembra, quedando ambos mirando en direcciones opuestas. Se cree que es una medida defensiva ya que uno cuida la espalda del otro. El ritual de apareamiento se repite muchas veces a lo largo del breve periodo de ovulación de la hembra.

### Comportamiento territorial

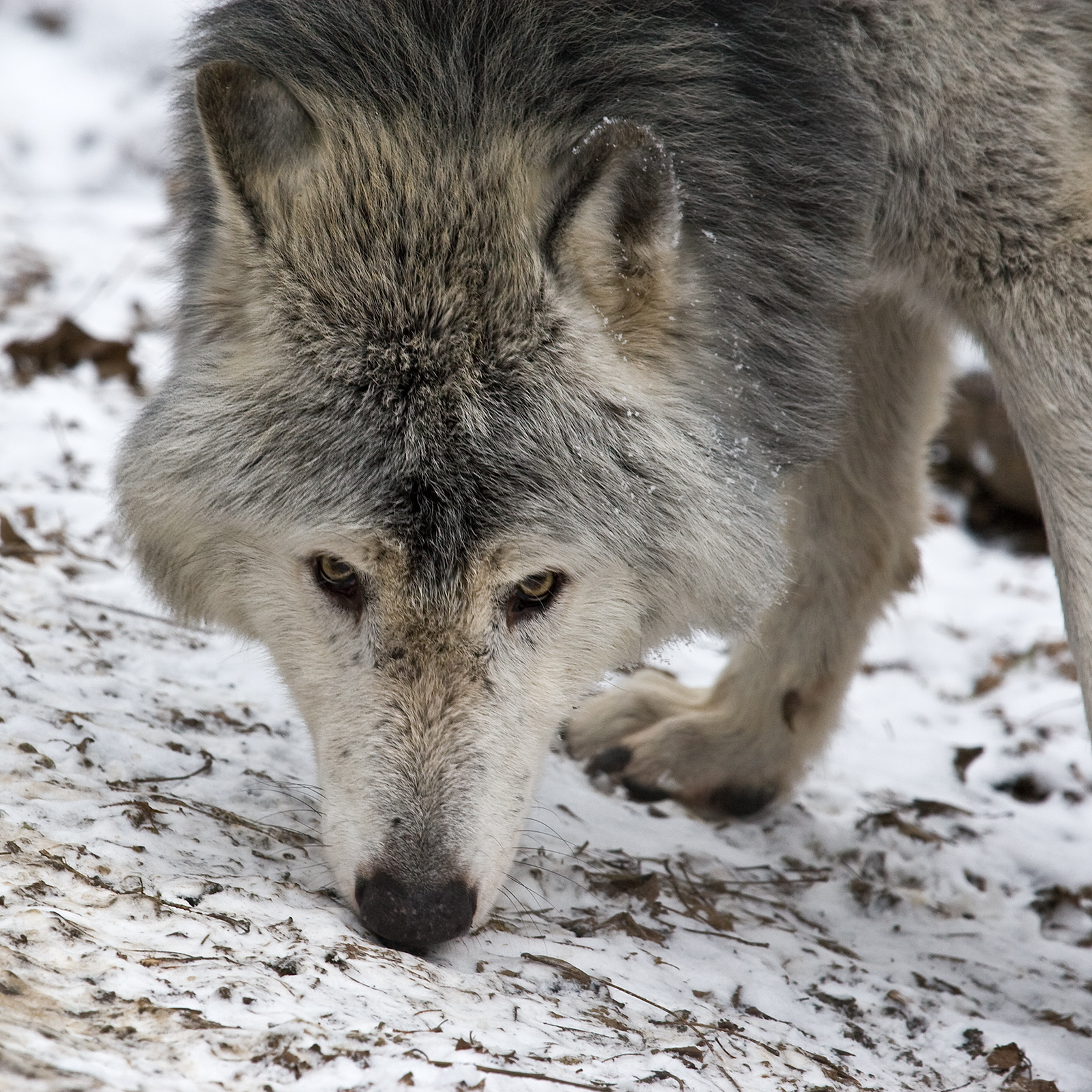
Un lobo olfateando su territorio.

Los lobos son animales territoriales. Estudios han mostrado que el tamaño medio del territorio de una manada ronda los 200 km². Las manadas viajan constantemente en busca de presas, cubriendo alrededor de un 9 % de su territorio por día, 25 km/día aproximadamente. El núcleo de su territorio es en promedio de unos 35 km², en donde pasan el 50 % del tiempo. La densidad de presas tiende a ser mucho mayor en los territorios adyacentes. A pesar de dicha abundancia, los lobos tienden a evitar la caza en los márgenes de su territorio, a menos que sea ineluctable, a causa de los tensos encuentros con otras manadas vecinas. Las manadas establecidas raramente aceptan extraños dentro de sus territorios. Un estudio de mortalidad de los lobos en Minnesota y en el parque nacional y reserva Denali, concluyó que entre el 14 y el 65 % de las muertes de lobo eran causadas por la predación de otros lobos. De hecho, el 91 % de las muertes ocurrían dentro de 3,2 km de las fronteras, entre los territorios vecinos.
La comunicación entre estas fronteras se logra mediante la marcación del territorio y los aullidos. Aullar es el principal medio en las poblaciones de lobos ya que comunica la localización del núcleo del territorio, amén de hacer cumplir una barrera de territorio independiente alrededor de la manada. Este es el medio para evitar encuentros con manadas vecinas cerca de las fronteras territoriales. Los lobos solitarios raramente responden a los aullidos.
Los lobos, como otros caninos, marcan el territorio para dejar un reclamo sobre algo, desde territorio, hasta presas frescas. Los lobos reproductores marcan el territorio con más frecuencia; los machos lo hacen más que las hembras. La orina es lo que más emplean para marcarlo. Los machos y hembras reproductores orinan objetos con una pata levantada mientras que el resto de miembros se agacha para hacer cumplir el rango y el territorio. Usan también marcadores para identificar la comida y para reclamar las muertes en nombre de la manada. Las marcas por defecación se usan por los mismos propósitos que la orina, y sirven como advertencia más visual. Estas marcas son particularmente útiles para ubicarse, evitando que la manada pase por el mismo terreno demasiado y también permitiendo a cada lobo ser consciente del paradero de su manada. Sobre todo, las marcas se usan para informar a otros lobos y otras manadas que un determinado territorio está ocupado, y que por tanto deberían pasar con cautela.
Los lobos tienen glándulas por todo el cuerpo, incluyendo la base de la cola, entre las patas, los ojos, los genitales y la piel. Las feromonas secretadas por dichas glándulas identifican a cada lobo. Un lobo dominante frotará su cuerpo contra los lobos subordinados para marcar a tales lobos como miembros de una manada particular. La gran dependencia de los lobos en las señales olorosas muestra su gran olfato. Pueden detectar virtualmente cada olor, incluyendo marcas, desde grandes distancias, y pueden distinguir entre ellas tan bien o mejor que los humanos pueden distinguir a otros humanos visualmente.

### Comunicación

#### Expresión corporal

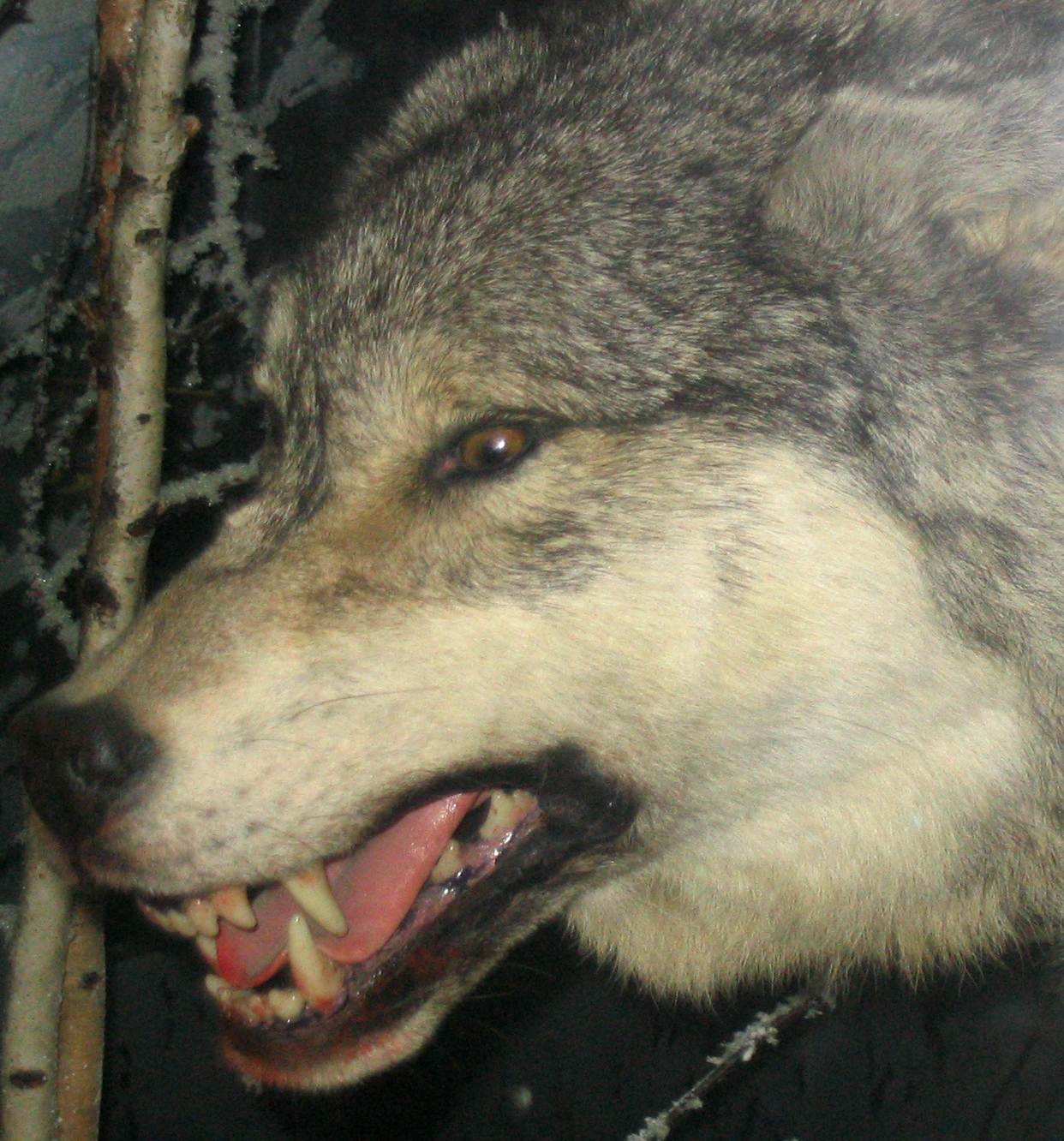
Expresión defensiva.

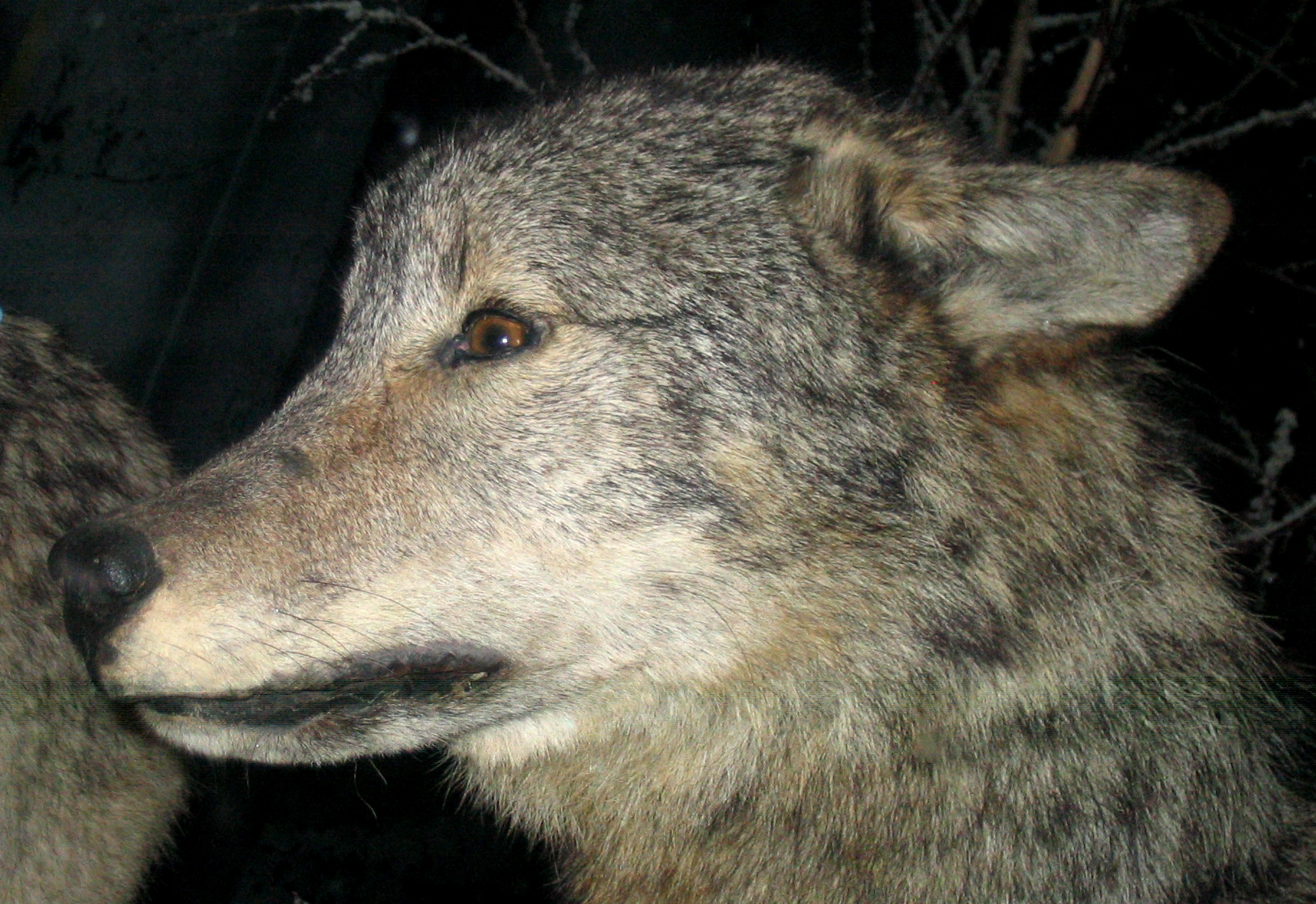
Expresión de temor.

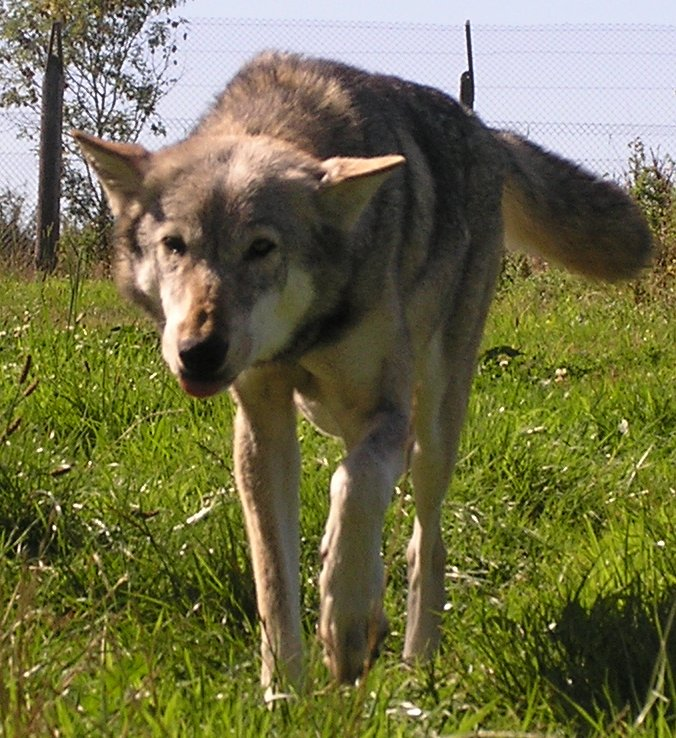
Suspicacia.

Los lobos pueden comunicarse visualmente con una impresionante variedad de expresiones y modos, que van desde signos sutiles o ligeros movimientos, hasta expresiones más obvias como mostrar una completa sumisión rodando boca arriba.
- Agresividad: Un lobo agresivo gruñe y eriza el pelaje. Puede agacharse, preparado para atacar si fuera necesario.
- Caza: Un lobo que está cazando está tenso, y por tanto la cola está horizontal y recta.
- Defensa: Un lobo defensivo aplana sus orejas contra la cabeza.
- Dominio: Un lobo dominante permanece rígido y alto. Las orejas están erectas y hacia delante. Esta muestra hace valer el rango del lobo al resto de la manada. Un lobo dominante puede mirar fija y penetrantemente a uno sumiso, montar en sus hombros o incluso subirse a sus patas traseras.
- Enfado: Las orejas de un lobo enfadado están erectas, así como su pelaje. Muestra los incisivos. El lobo puede asimismo arquear la espalda, atacar o gruñir.
- Felicidad: Tal como hacen los perros, un lobo puede menear la cola si está jovial. La lengua asimismo puede sobresalir.
- Miedo: Un lobo asustado trata de hacer que su cuerpo parezca pequeño y por lo tanto menos llamativo. Las orejas se aplanan contra la cabeza, y la cola puede ser introducida entre las patas, como un lobo sumiso. Puede gimotear o ladrar de temor, arqueando la espalda.
- Relajación: La cola apunta hacia abajo, y el lobo puede colarse emulando a una esfinge. Cuanto más abajo esté la cola, más relajado está.
- Sumisión (activa): Durante la sumisión activa, baja el cuerpo entero, y echa los labios y las orejas hacia atrás. En ocasiones se lame el hocico. Coloca la cola abajo, o a mitad o completamente entre las patas, y con el hocico normalmente apunta al animal más dominante. Puede tener la espalda parcialmente arqueada.
- Sumisión (pasiva): La sumisión pasiva es más intensa que la activa. El lobo rueda boca arriba exponiendo vulnerable la garganta.
- Suspicacia: Estrechan los ojos. La cola está recta, paralela al suelo.
- Tensión: Puede agacharse preparado para saltar.

#### Expresión vocal

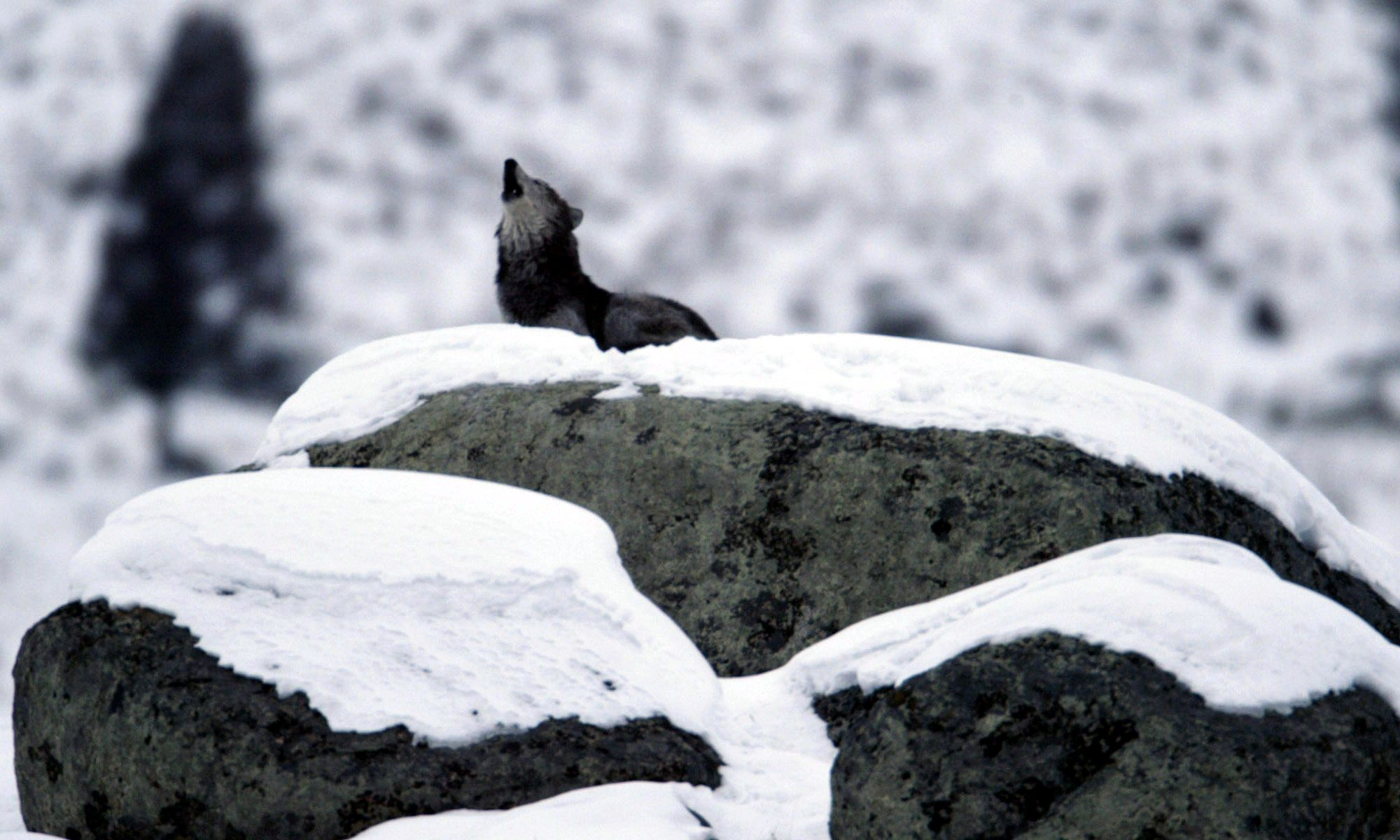
Lobo aullando.

Aullar ayuda a los miembros de la manada a mantenerse en contacto, permitiéndoles comunicarse con efectividad en bosques densos o en grandes distancias. Aullar también ayuda a llamar a los miembros de la manada a una localización específica. Puede también servir como declaración del territorio, mostrando una tendencia dominante en una imitación humana de un lobo “rival” en un área que el lobo considera suya. Este comportamiento es estimulado cuando una manada tiene algo que proteger, tal como una presa fresca. Manadas adyacentes pueden responder a los aullidos de otros, lo cual puede significar un problema para la manada más pequeña. Los lobos, por lo tanto, tienden a aullar con sumo cuidado.
Aúllan también por razones de comunidad. Algunos científicos especulan que fortalecen la camaradería y la unión social. Durante tales sesiones corales, los lobos aullarán en voces diferentes y variando los tonos, resultando difícil estimar el número de lobos implicados. Esta confusión del número hace que una manada rival sea cauta a la hora de escoger la acción a realizar. Por ejemplo, la confrontación puede ser desastrosa si la manada rival subestima el número de miembros de la otra. Las observaciones de las manadas sugieren que el aullido tiene lugar más a menudo durante las horas del crepúsculo, precediendo la partida de los adultos para cazar y siguiendo su retorno.
El gruñido, es la muestra auditiva de advertencia más efectiva que emplean los lobos. El gruñido del lobo tiene un claro e intenso tono, similar a un bajo, y los emplean normalmente para amenazar a los rivales, aunque no necesariamente para defenderse a ellos mismos. Pueden gruñir a otros lobos mientras son agresivamente dominantes.
Los lobos ladran cuando están nerviosos o cuando quieren advertir a otros lobos de un peligro. Ladran muy discretamente, y generalmente no ladrarán ni fuerte ni repetidamente como los perros; en cambio, usan un poco intenso tono y una audible respiración para llamar la atención de otros lobos. Asimismo emiten una especie de ladrido-gruñido añadiendo un breve gruñido al final del ladrido. Hacen esto, por la misma razón que ladran. Generalmente los cachorros ladran-gruñen con mayor frecuencia que los adultos, utilizando estas vocalizaciones para llorar y obtener atención, cuidados o comida.
Un sonido menos conocido es el sonido de unión. Este sonido similar a un ladrido es empleado normalmente como muestra de sumisión al macho alfa de la manada por otros lobos. Pueden también gimotear, habitualmente cuando se someten a otros lobos. Los cachorros gimotean cuando necesitan seguridad de sus padres u otros lobos.

## Subespecies
Los lobos son todavía, a pesar de la persecución de que han sido objeto, los cánidos con la distribución más amplia. Habitan en toda Eurasia y América del Norte, y han sido introducidos en Australia. Su hábitat varía desde los témpanos de hielo de Groenlandia a los desiertos de Arabia, las montañas del Magreb o las selvas de la India.
Tan vasta distribución ha permitido la aparición de distintas subespecies, que se diferencian en el tamaño, color y longitud del pelaje o proporciones del morro o las orejas. Se han descrito más de cincuenta subespecies de lobo, pero no se ha encontrado un verdadero consenso al respecto, y la lista ha sido también condensada, reduciendo las subespecies entre trece y quince. Modernas clasificaciones de ácido desoxirribonucleico, anatomía, distribución y migración de varias colonias de lobos indican que en 2005 había unas treinta y siete subespecies descritas en las que se incluye al perro cantor, dingo y al perro (subespecie doméstica del lobo bajo el nombre de Canis familiaris).
- Canis familiaris o Canis lupus familiaris, perro doméstico.
- Canis lupus lupus, Europa y Asia.
- Canis lupus albus, Norte de Rusia.
- Canis lupus arctos, Ártico canadiense.
- Canis lupus baileyi, México y suroeste de Estados Unidos.
- Canis lupus manningi, Isla de Baffin.
- Canis lupus orion, Noroeste de Groenlandia.
- Canis lupus pambasileus, Alaska (Yukón y alrededores).
- Canis lupus dingo, Sureste de Asia y Australasia.
- Canis lupus arabs, Egipto, Jordania, península arábiga, Israel.
- Canis lupus lupaster, Norte de África.
- Canis lupus italicus, península itálica
- Canis lupus crassodon, Isla de Vancouver.
- Canis lupus occidentalis, Alaska y noroeste de Canadá.
- Canis lupus pallipes, Oriente Medio y suroeste de Asia hasta India.
- Canis lupus signatus, península ibérica.
- Canis lupus hallstromi, Nueva Guinea

## Estado histórico y actual

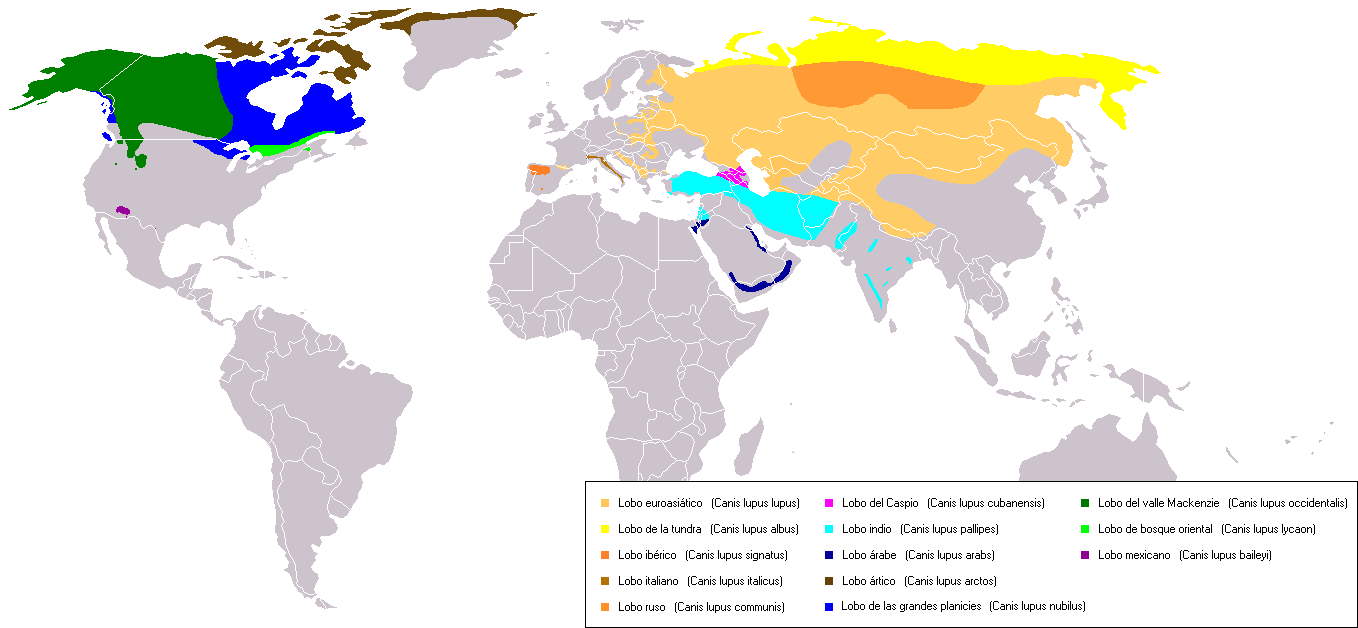
Distribución de las subespecies de lobo.

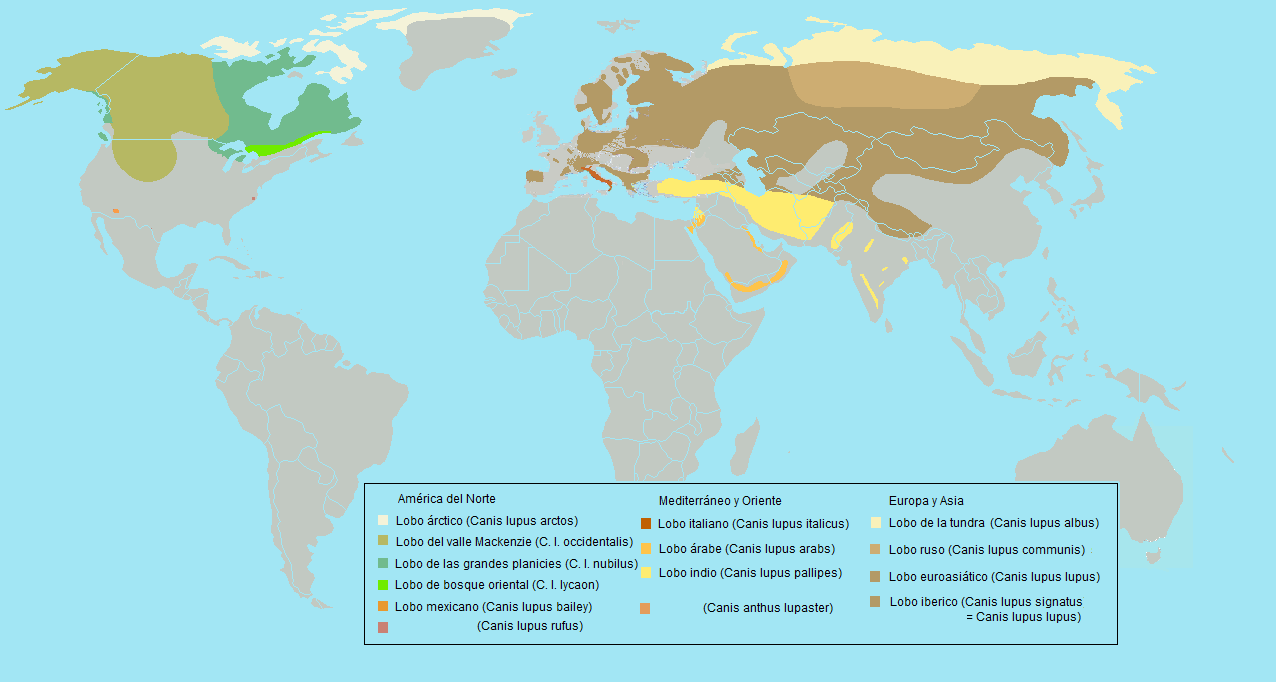
Principales áreas de distribución actual de las subespecies de lobo

El lobo ha sido uno de los mamíferos que más se ha distribuido a lo largo del mundo, viviendo en el norte a una latitud de 15° N en América del Norte y a 12° N en Eurasia. Sin embargo, aunque fue muy abundante, el lobo habita en una pequeña parte de su antiguo territorio debido a la destrucción de su hábitat y los encuentros de los lobos con los humanos que casi provocaron su extinción. Esta reducción ha sido muy grande en algunas áreas de Europa, Asia, México y los Estados Unidos debido al envenenamiento y a la persecución deliberada.
En 1982 y hasta 1994, el lobo estuvo incluido en la lista de animales en peligro de extinción de la Unión Internacional para la Conservación de la Naturaleza (IUCN). Cambios en la protección de estos animales, los cambios demográficos a áreas urbanas y el uso de la tierra han parado la disminución en la población del lobo. Además, la re-colonización y los programas de reintroducción han aumentado las poblaciones del lobo en Europa Occidental y en la zona occidental de los Estados Unidos. Por ello, en 1996, el IUCN redujo el estado de riesgo del lobo, pasando a ser de menor preocupación. El estado de conservación de los lobos varía enormemente, ya que en algunas áreas son protegidos y en otras son cazados por deporte o son exterminados como amenazas para la ganadería y los animales domésticos.

## Hábitat y distribución actual
Toda Norteamérica, Japón, Europa occidental, Rusia y la India contaban con poblaciones de lobos en abundancia. A pesar de ello, de los antes mencionados, solo Rusia continúa manteniendo un elevado número de ejemplares. 
En América del Norte, ocupan el norte de Groenlandia, varias islas árticas y gran extensión de Canadá. Estados Unidos apenas conserva unas poblaciones fragmentadas y en México se conservan pocos individuos en cautiverio, ya que la caza y la destrucción del hábitat los redujeron a cifras alarmantes.
Rusia, China, Kazajistán, Nepal y Mongolia son países con gran presencia de subespecies de lobos.
En África y Oriente Próximo se conservan de forma fragmentada, pero el lobo dorado africano (Canis lupus lupaster ) es uno de los más distribuidos.

## Relación con el ser humano
En muchas partes del mundo el lobo es respetado y reverenciado, mientras que en otras partes es odiado. En ocasiones han sido criados como animales domésticos y de trabajo, aunque no sin dificultad, debido al mayor problema de socialización que tienen con respecto a los perros y su instinto depredador. Por ello necesitan un entrenamiento y una correcta motivación, igual que los perros.
En cuanto a la interacción del hombre con el lobo en contextos naturales, existen algunos casos documentados de relación positiva, basada en el conocimiento y asunción, por parte del hombre, de las reglas jerárquicas que rigen la estructura de la manada. Así, el naturalista y etólogo Félix Rodríguez de la Fuente tuvo varias manadas de lobos, de los que fue líder. En una época de persecución acérrima al lobo, Rodríguez de la Fuente estudió su comportamiento tratando de descubrir los motivos del odio ancestral del hombre hacia este animal, descubriendo "la verdad del lobo", que desarrolló en numerosos artículos, logrando la preservación, por ley, de la subespecie ibérica. Tras su muerte, los trabajos para la preservación del lobo continuaron.
Otro caso en España, aunque bien distinto, es el de Marcos Rodríguez Pantoja, que en los años 1950 vivió solo desde los siete hasta los diecinueve años en una zona apartada de Sierra Morena donde su único referente social fue una manada de lobos. Su historia ha sido llevada al cine por Gerardo Olivares (Entre lobos, 2010).

### Ataques a humanos
Los lobos salvajes son normalmente tímidos y evitan el contacto con las personas, su reacción depende muchas veces de las experiencias anteriores que hayan tenido con humanos más que de un comportamiento natural propio. Cuando su hábitat es extenso, con suficiente comida, siendo ocasionalmente cazados, la tendencia es a evitar el contacto con la gente, incluso llegan al punto de abandonar una cacería o una pieza cazada si notan que un humano se acerca. De todos modos existen una serie de circunstancias que hacen que los lobos puedan mostrarse agresivos como la provocación, la habituación, la rabia, la identificación equivocada, la presencia de cachorros, la escasez de presas estacionales o el cruce con perros. En general los ataques suelen ser efectuados por lobos rabiosos pero se conocen también casos de ataques de lobos sanos. Históricamente y en contra de lo que se suele suponer, la mayoría de ataques se producen en los meses de verano, especialmente junio y julio, en los que las víctimas suelen ser mujeres y niños. Estos ataques se producen solo durante un intervalo de tiempo, es decir, son temporales, dando a entender que el ser humano no es una presa típica del lobo, incluso así los lobos que han atacado a seres humanos pueden acabar por desarrollar y mantener una conducta depredadora sobre estos hasta su muerte.
En comparación con otros depredadores carnívoros, la frecuencia con la que se han dado casos de ataques de lobos hacia personas es bastante baja y más si tenemos en cuenta su tamaño y su potencial predatorio, no obstante antes del siglo XX, parece que el riesgo era mucho mayor sin duda debido a la presencia de la rabia. Según registros históricos, en Francia hubo 3 069 personas muertas por lobos entre 1580 y 1830, de las cuales casi la mitad murieron de rabia. En la India los ataques solían darse con relativa frecuencia, incluso en la actualidad, en Hazaribagh (Bihar) se contabilizaron 122 niños muertos y cien heridos por ataques de lobo entre 1980 y 1986. América del Norte ha tenido muchos menos casos que Europa; el biólogo Mark McNay ha compilado unos ochenta casos en Alaska y Canadá; todavía así son recientes varios ataques en Canadá que se saldaron con la muerte del estudiante de geología Kenton Carnegie en Points North, Saskatchewan, Canadá, el cual aparentemente fue atacado por lobos durante un paseo vespertino por una zona boscosa cercana y parcialmente devorado; cabe destacar que en ese mismo lugar se habían producido incidentes de provocación y habituación con lobos días antes.

### Caza

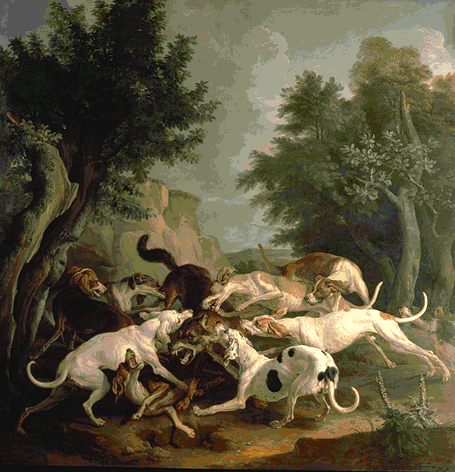
La caza del lobo, de Alexandre-François Desportes.

Los lobos han sido habitualmente cazados por deporte, por su piel, para proteger la ganadería y en algunos casos raros para proteger a las personas. Históricamente, la caza de lobos era enorme, era una operación que requería mucho capital y mano de obra, requiriendo miles de redes, carros y cobertizos para almacenar sus pieles y secarlas. La amenaza para la ganadería así como para la gente eran motivos más que suficientes para que pueblos enteros se alistasen para cazarlos. Algunas culturas, como la apache, cazaban lobos como rito de paso. Por lo general son difíciles de cazar debido a su naturaleza evasiva y a sus agudos sentidos, siendo tan difíciles de cazar como el puma, aunque no se defienden tan agresivamente como ellos o como el oso pardo.
La caza deportiva se realiza por lo general a finales de otoño y a principios del invierno, cuando sus pieles son de primera calidad, debido a que la nieve pesada hace que su rastro sea más fácil. Ocasionalmente se cazaron como alimento siendo su gusto parecido al pollo.
Mientras que originalmente se aprobaba en muchos países la caza del lobo, en algunos de ellos hay una gran polémica al respecto. Los opositores lo ven como cruel, innecesario y basado en ideas falsas, mientras los defensores argumentan que es vital para la conservación de las reses.

### Reintroducción

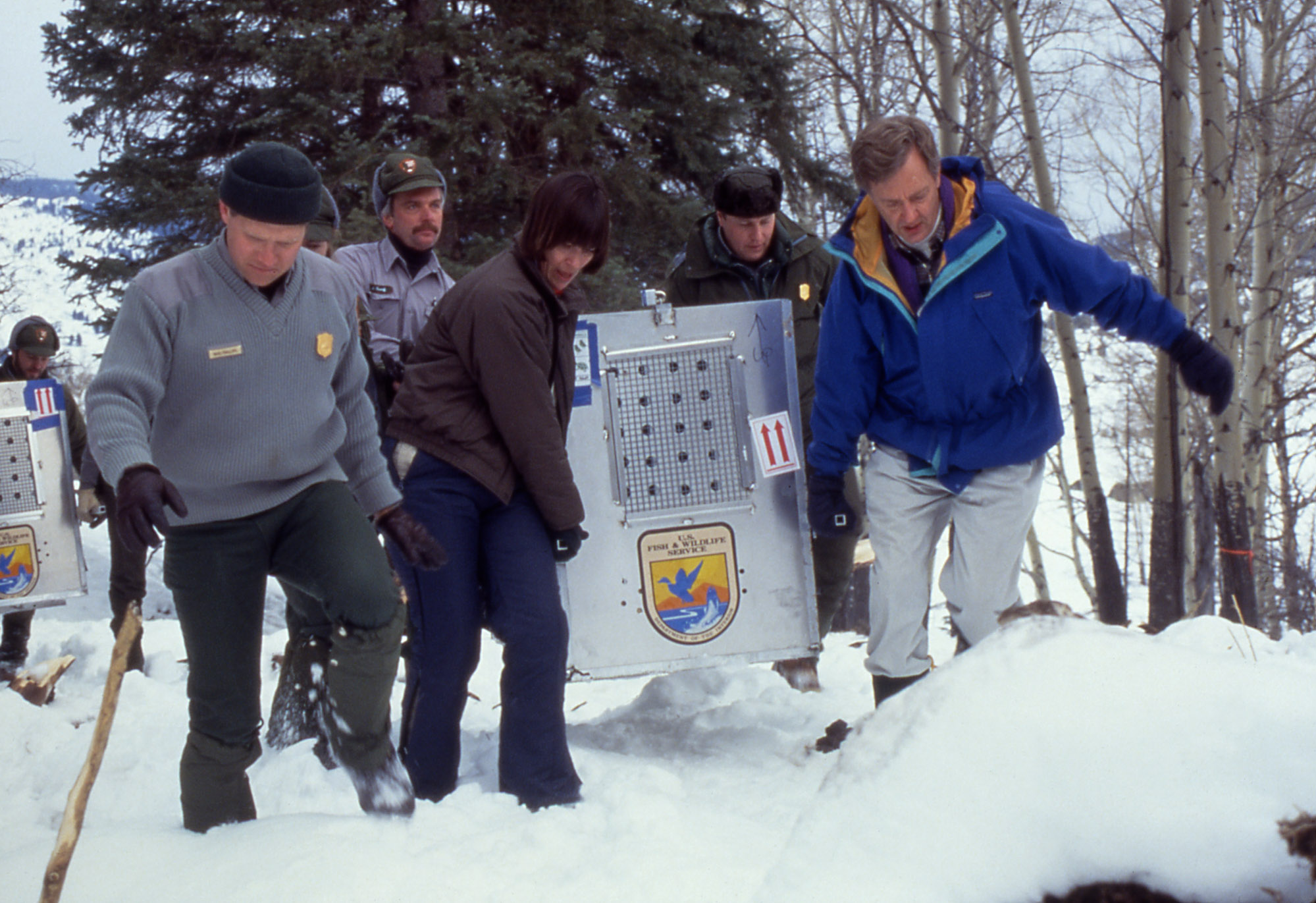
Reintroducción del lobo en Yellowstone.

La reintroducción del lobo implica la restauración artificial de una población de lobos en áreas donde habían desaparecido anteriormente. La reintroducción del lobo es considerada solamente donde las extensiones de páramo son suficientemente grandes y donde las presas son abundantes para apoyar una población. En el parque nacional Yellowstone y en Idaho los lobos han sido introducidos satisfactoriamente de nuevo, aunque existen opositores, debido a la depredación de la ganadería o a dificultades económicas causadas por los lobos.
Estas reintroducciones fueron la culminación de más de dos décadas de investigación y debates. En última instancia, los problemas económicos de la industria local se solucionaron cuando se creó un fondo para compensar a los rancheros por el ganado perdido, debido a lobos. En marzo de 1998, otra campaña de reintroducción comenzó en el Bosque Nacional de Apache-Sitgreaves, en Arizona. En el 2006 el número de lobos salvajes mexicanos en Arizona y Nuevo México se estimó que era de cincuenta, siendo el objetivo final una población de unos cien individuos.

## Mitología

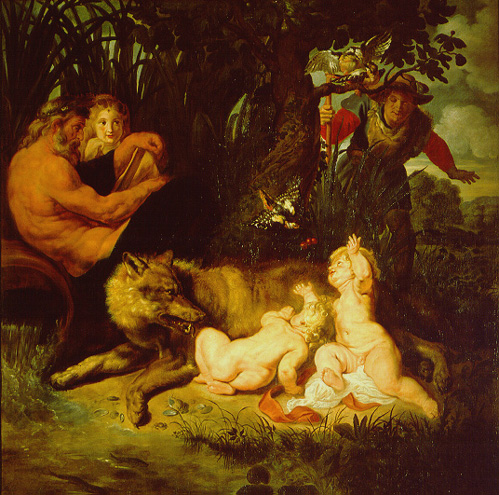
Rómulo y Remo, de Peter Paul Rubens (Roma).

Los lobos han tenido una gran influencia en la mitología por su estimada agresividad hacia los humanos. Si bien, en ciertas ocasiones, ésta ha sido alabada, otras veces, ha sido criticada con bastante severidad. Según la mitología griega, es uno de los animales consagrados a Apolo, mientras Licaón es convertido en lobo tras intentar alimentar al dios Zeus con la carne de su propio hijo. En la mitología romana, Rómulo y Remo fueron amamantados por la loba Luperca cuando el rey Amulio los perseguía para matarlos.
En la mitología nórdica, el lobo Fenrir, hijo de Loki y Angrboda, devora la mano de Tyr y tiene un papel importante en Ragnarök al raspar con su hocico la tierra y el cielo. Por otra parte, el lobo Sköll persigue a la diosa Sól todos los días mientras que el lobo Hati persigue al dios Máni todas las noches. También existe un lobo llamado Amarok en la mitología inuit y son conocidas en el folklor europeo las imágenes del hombre lobo y el lobo hechizado.

## Heráldica

Escudo del Valle de Salazar.

A principios de la expansión del cristianismo era habitual ver lobos en los escudos de familias nobles. En heráldica se habla de "lobo cebado" cuando lleva una presa en la boca mientras que, el "lobo escorchado", es aquel que se representa sin pelaje.

## Literatura
En la Biblia, Jacob asemeja a su hijo Benjamín a un lobo pues su tribu acabó siendo luchadora. En dicho grupo de libros ya se habla de la fiereza de los lobos y las malas personas son comparadas con dichos animales. A continuación se da una cita del Antiguo Testamento:

Y sus caballos han resultado más veloces que leopardos, y ellos han resultado más fieros que lobos nocturnos.
Habacuc 1:8

En el Nuevo Testamento los lobos representan a falsos profetas que quieren corromper la congregación cristiana:

Guárdense de los falsos profetas que vienen a ustedes en ropa de oveja, pero por dentro son lobos voraces.
Mateo 7:15

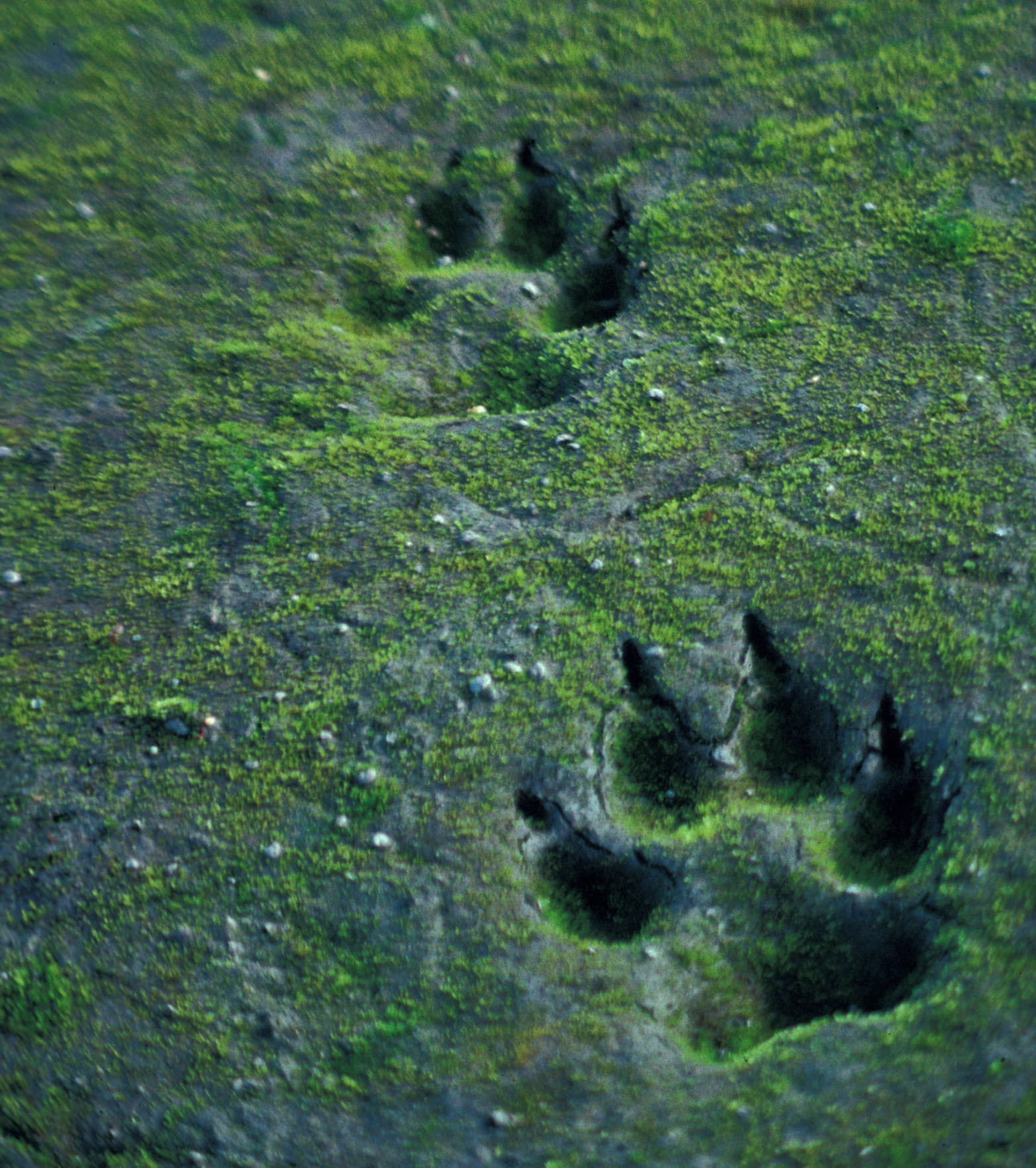
Huellas de lobo.

Finalmente, en el libro de Isaías los lobos son convertidos en animales mansos gracias a la acción del Reino de Dios:

"Y el lobo realmente morará por un tiempo con el cordero, y el leopardo mismo se echará con el cabrito, y el becerro y el leoncillo crinado y el animal bien alimentado todos juntos; y un simple muchachito será guía sobre ellos"...
Isaías 11:6

Se compara a lobos a los príncipes sin escrúpulos de Judá, los falsos profetas (Mt 7:15), los despiadados opositores del ministerio cristiano  y los falsos maestros que desde dentro pondrían en peligro a la congregación cristiana.
También son habituales en los proverbios chinos, kazajos (20 proverbios) y rusos (253 proverbios). Por otra parte, cierto proverbio latino dice que "cuando el lobo aprende salmos, echa de menos los corderos".
Esopo realizó una gran cantidad de fábulas en torno al lobo, tales como El lobo y el cordero, El perro y el lobo y La grulla y el lobo, al igual que Félix María Samaniego y los Hermanos Grimm, con Caperucita Roja, El lobo y las siete cabritillas o Los tres cerditos con la imagen del lobo feroz. Son también dignas de mención las obras El lobo gris, de George MacDonald, La auténtica historia de los tres cerditos, de Jon Scieszka y Lane Smith, Colmillo Blanco de Jack London y la historia de la loba "Patas Doradas" en Sangre derramada (Det blod som spillts) de la sueca Åsa Larsson.
En el poema Los motivos del lobo (1913), Rubén Darío hace una comparación metafórica entre la naturaleza pura de los animales y la maldad que de antaño existe en el ser humano. El poeta se inspiró en el relato contenido en el capítulo XXI de las Florecillas de San Francisco, que refiere cómo Francisco de Asís amansó por virtud divina al feroz lobo de Gubbio.